# Eupetinus hawaiiensis
Eupetinus hawaiiensis är en skalbaggsart som beskrevs av Sharp 1908. Eupetinus hawaiiensis ingår i släktet Eupetinus och familjen glansbaggar. Inga underarter finns listade i Catalogue of Life.